# Eric Johnson (Musiker)

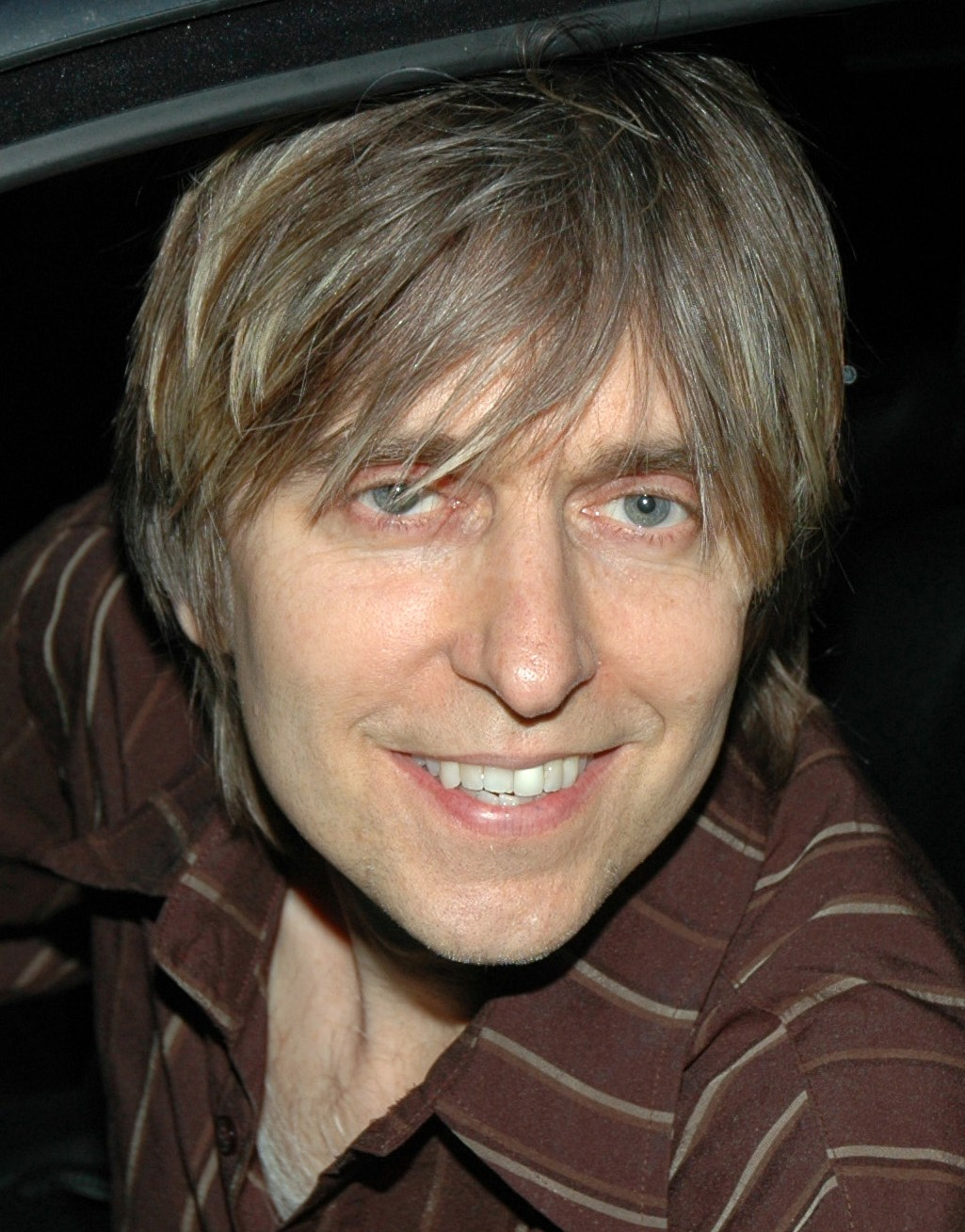
Eric Johnson (2007)

Eric Johnson (* 17. August 1954 in Austin, Texas) ist ein US-amerikanischer Rock-Gitarrist und Sänger. In der Musikzeitschrift Keyboard Magazine wurde er 2006 als „einer der angesehensten Gitarrenvirtuosen der Welt“ bezeichnet.

## Werdegang

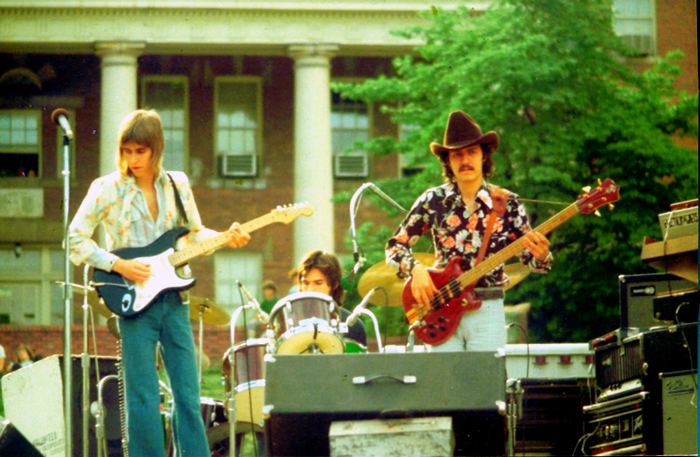
Eric Johnson (links, 1976)

Johnsons Karriere begann 1968 mit seiner Band Mariani. Demos ihrer ersten Aufnahmen von 1970 erreichen heute Sammlerpreise. Er erschien auf zahlreichen Aufnahmen als Studiogitarrist, unter anderem bei Cat Stevens, Carole King und Christopher Cross. Anfang der 1970er Jahre stieß er zu der Rockjazz-Band The Electromagnets des Schlagzeugers Bill Maddox.  
Sein erstes Soloalbum Seven Worlds spielte Johnson im Jahre 1978 ein; es wurde jedoch aufgrund Vertragsstreitigkeiten erst 1998 veröffentlicht. Seine erste Veröffentlichung ist das Album Tones von 1986. 

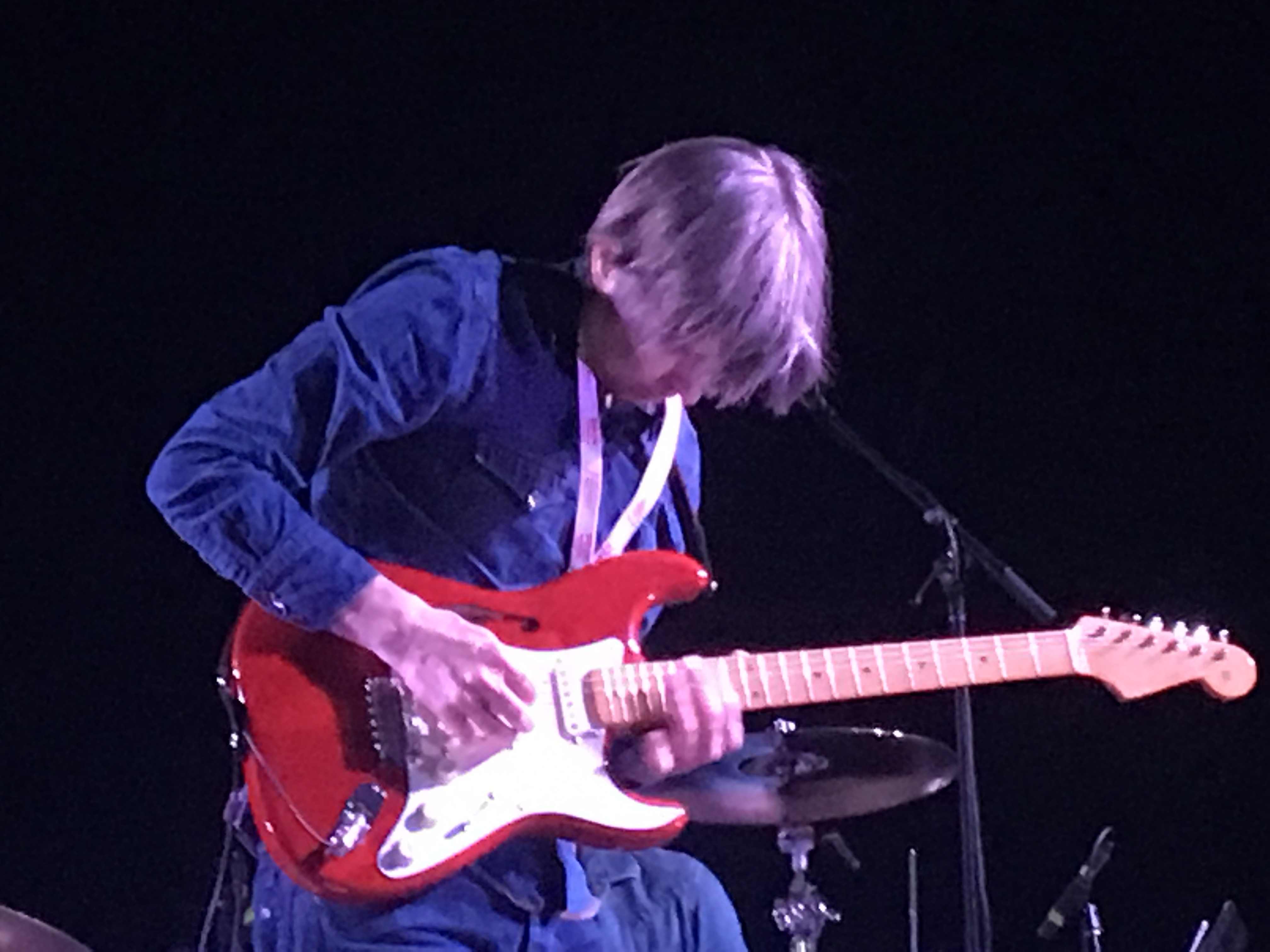
Eric Johnson (2017)

Im Jahr 1992 gewann er für seinen Top-5-Hit Cliffs of Dover den Grammy Award for Best Rock Instrumental Performance. Nach der Veröffentlichung des damals erschienenen Albums Ah Via Musicom erhielt er am Ende des Jahres die bedeutendste Auszeichnung des Fachmagazins Guitar Player, nämlich Best Guitarist Overall. Im Jahr 1996 nahm Johnson mit Joe Satriani und Steve Vai an der Konzertreihe G3 teil. Neben seinem Hauptinstrument Gitarre spielt Johnson auch Klavier.

## Spielweise
Eric Johnson ist hauptsächlich durch seine instrumentale, gitarrenbetonte Musik bekannt. Sein Gitarrensound ist durch den Einsatz zahlreicher Effektgeräte geprägt und ist leicht violinenartig. Sein Spiel zeichnet sich durch eine perfekte Legato-Technik der Griffhand aus. Hervorzuheben ist seine sogenannte Bounce-Technik, die ihm einen volleren Ton gibt und die er in seinen Lehrvideos erläutert. In seinen Soli verwendet er häufig Pentatonik. Sein Stil ist melodisch und zeichnet sich durch Singbarkeit vieler Soli aus, in Abwechslung mit längeren, schnellen Skalenläufen. Über Johnson kursiert die Anekdote, er könne hören, welchen Typs die Batterien in seinen Effektgeräten sind.

## Ausrüstung
Seine Hauptinstrumente sind ein nach seinen Vorgaben gebautes Signature-Modell der Fender Stratocaster, die auf seiner originalen 1957er Stratocaster basiert, originale 50er Strats sowie eine Gibson ES-335, die er über Marshall-Verstärker und Fender-Verstärker spielt. Im Januar 2018 stellte Fender eine neue halbakustische Eric-Johnson-Signature-Gitarre auf der Namm-Show vor.

## Diskografie

### Alben
- 1975: Electromagnets
- 1986: Tones
- 1990: Ah Via Musicom
- 1996: Venus Isle
- 1997: G3 Live – Mitschnitt der ersten G3-Tournee mit Joe Satriani und Steve Vai
- 1998: Seven Worlds
- 2000: Alien Love Child (Live And Beyond)
- 2003: Souvenir
- 2005: Bloom
- 2005: Live from Austin TX (US: Gold (Videoalbum))
- 2010: Up Close
- 2013: Up Close: Another Look
- 2014: Eclectic – mit Mike Stern
- 2016: EJ
- 2017: Collage
- 2020: EJ Vol. II
- 2025: G3 Reunion Live (mit Joe Satriani und Steve Vai)
- 2025: Live In Mississippi